# لیتیم استات
لیتیم استات (به انگلیسی: Lithium acetate) یک ترکیب شیمیایی با شناسه پاب‌کم ۳۴۷۴۵۸۴ است. شکل ظاهری این ترکیب، بلور است.